# Finestre (film 1950)
Finestre è un cortometraggio del 1950, diretto dal regista Francesco Maselli.
Il film è considerato perduto.